# 평림초등학교
평림초등학교는 대한민국 경상남도 통영시 평인일주로 478(평림동)에 있었던 초등학교이다.

## 연혁
- 1962년 4월 10일 - 충렬국민학교 평림분교로 개교
- 1970년 3월 1일 - 평림국민학교로 승격
- 1996년 3월 1일 - 평림초등학교로 교명 변경
- 1998년 2월 18일 - 제28회 졸업식(총수 625명)
- 1998년 3월 1일 - 인평초등학교로 통폐합